# Pierre-André de Chalendar

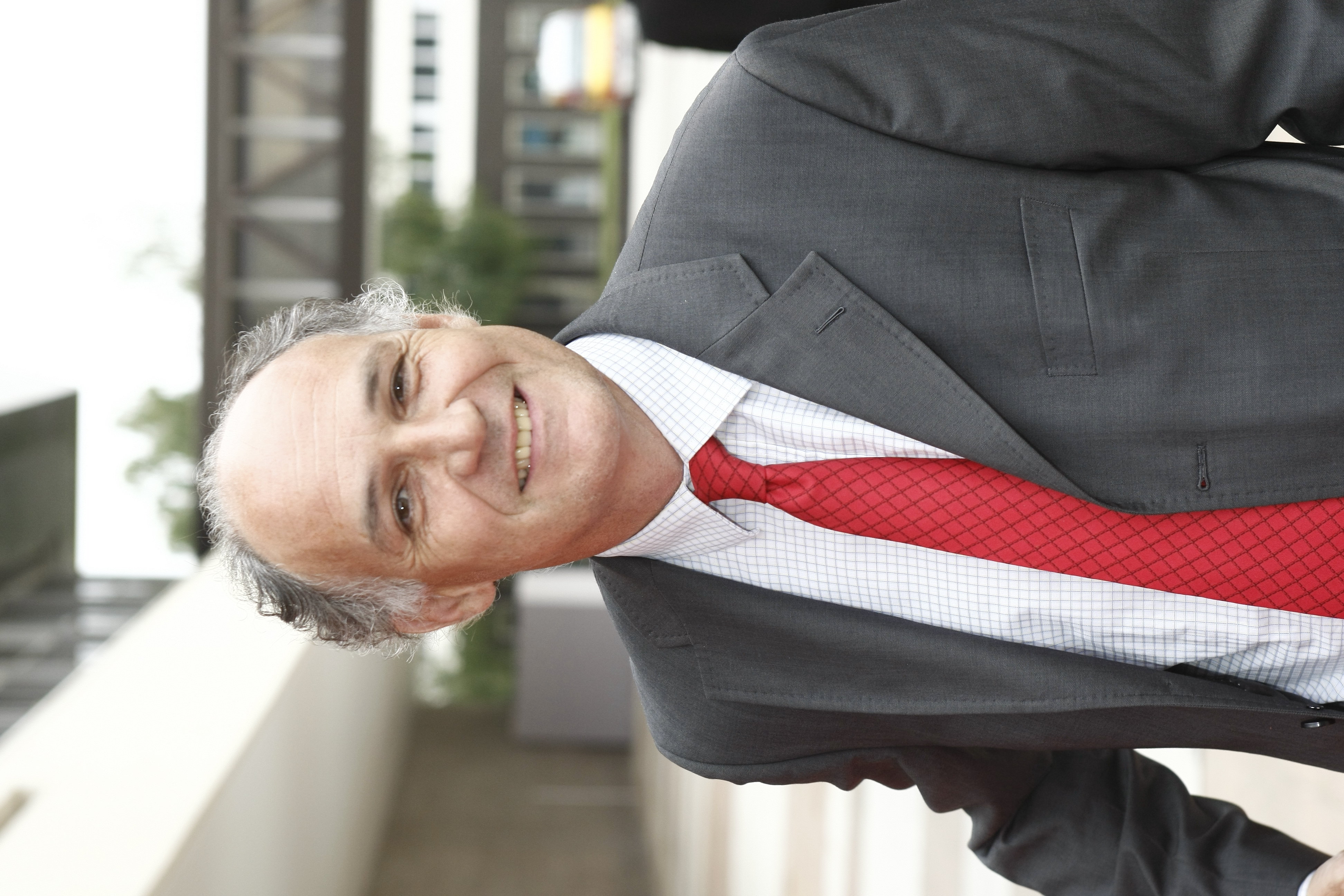
Pierre-André de Chalendar

Pierre-André de Chalendar (* 2. April 1958 in Vichy, Frankreich) ist ein französischer Manager.

## Leben
Chalendar studierte Wirtschaftswissenschaften an der französischen Wirtschaftsschule ESSEC und an der École Nationale d’Administration (ENA), wo er 1983 graduierte. Chalendar war seit 2007 Direktor und von 2010 bis 2024 Vorsitzender des französischen Unternehmens Compagnie de Saint-Gobain. Sein Nachfolger wurde Benoît Bazin.

## Preise und Auszeichnungen (Auswahl)
- Chevalier der Ehrenlegion
- Ordre national du Mérite